# Nicole Pulliam
Nicole Pulliam é uma atriz estadunidense, mais conhecida por seu trabalho como Nikki Clark na telenovela Fashion House.

## Filmografia

### Televisão
- 2007 The Game como Raquel
- 2006 Fashion House como Nikki Clark
- 2001 The Hughleys como Patty

### Cinema
- 2004 The Last Run como Erin
- 2003 Holes como Sra. Livingston
- 2002 Kingston High como Trina
- 2002 Rappin-n-Rhyming como Mia Trada
- 2002 Killjoy 2: Deliverance from Evil como Cecile 'Ce-Ce' Washington
- 2000 The Horrible Dr. Bones como Rasha
- 1998 Thick as Thieves como Cassandra